# Centri za kulturu Grada Zagreba
Centri za kulturu Grada Zagreba ustanove su u kulturi osnovane na temelju Zakona o ustanovama te djeluju kao Ustanove kojima je osnivač ili suosnivač Grad Zagreb. Većim se dijelom financiraju iz Proračuna Grada Zagreba.
Njihove aktivnosti i programski sadržaji su raznoliki, obuhvaćajući brojna područja umjetnosti i kulture od amaterskih do edukativnih djelatnosti i radionica. Centri za kulturu ustanove su jedinstvenog ustroja i programa nudeći veliki broj aktivnosti i sadržaja iz područja kulture.
Pilot projekt Zagrebački kvartovi kulture iz 2025. godine usmjeren je na revitalizaciju kvartovske kulture te kao programska podrška postojećim Centrima za kulturu i njihovim aktivnostima. Zagrebački kvartovi kulture odvija se organizaciji Centra za kulturno-društveni razvoj Novi prostori kulture, uz podršku Grada Zagreba.

## Povijest
Centri za kulturu u gradu Zagrebu osnivaju se od početka 20. stoljeća, prateći europske trendove i ideje razvoja kulturnih politika kao i sadržaja dostupnih svima na području grada. 
Osamdesetih godina 20. stoljeća u je Zagrebu djelovalo oko 111 domova  kulture, društvenih domova i domova omladine koji nisu bili spojeni u jedinstvenu mrežu centara za kulturu. Danas u Zagrebu djeluje 11 samostalnih centara za kulturu i 2 ustanove organizirane kao narodna sveučilišta (Dubrava i Sesvete). U okviru djelatnosti, pored programa iz kulture postoji obavlja se djelatnost obrazovanja, poput škole stranih jezika, glazbene škole i drugih obrazovnih programa. Tijekom posljednjih petnaestak godina centri su svojom programskom koncepcijom preuzeli veliku ulogu u decentralizaciji kulturne proizvodnje i ponude te su uz knjižnice jedini nositelji kulturnih djelatnosti na lokalnoj razini. Od 1994. godine osnivačka prava nad centrima i narodnim sveučilištima ostvaruje Grad Zagreb. 
Nakon Drugog svjetskog rata, u razdoblju od 1948. do 1958. osnovani su Posudionica narodnih nošnji - danas dio KUC-a Travno, Dom kulture Augusta Cesarca - danas Centar za kulturu i film Augusta Cesarca, Dom kulture Ribnjak - danas Centar mladih Ribnjak, Centar kulture na Peščenici - KNAP i Narodno sveučilište Dubrava.
Slijedi osnutak Međunarodnog centra za usluge u kulturi, 1972. godine - danas dio Kulturnog centra Travno i osnutak Centra za kulturu Trešnjevka - CeKaTe-a  1978. godine. 
Politika osnivanja javnih centara za kulturu nastavlja se 2000.-ih, te je 2008. godine osnovan Zagrebački nezavisni centar za kulturu i mlade - Pogon. Centar za kulturu Histrionski dom, osnovan je 2016. godine.  Godine 2017. osnovan je Centar za promicanje tolerancije i očuvanja sjećanja na Holokhaust., a 2023. godine osnovana je gradska ustanova, Centra za kulturno-društveni razvoj Novi prostori kulture.

## Popis i djelatnosti Centara za kulturu Grada Zagreba
Centar mladih Ribnjak
Nakon Drugog svjetskog rata, na mjestu današnjeg Centra radio je mliječni restoran za djecu, koji 1953. godine prerasta u prvi pionirski dom, a od 1979. godine, velikom obnovom postaje centar kakav znamo do danas.
Ogranak Centra mladih Ribnjak je Scena Ribnjak koja okuplja nezavisne izvedbene umjetnice, umjetnike i organizacije. U suradnji s Rock-akademijom Centar pruža glazbeno obrazovanje mladima. Programi su usmjereni prema korištenju slobodnog vremena djece i mladeži, a posebno je razvijen glazbeni i dramski amaterizam, suradnja s udrugama čiji rad je vezan uz socijalno osjetljive sadržaje koji unapređuju život mladih.
U Centru je nekoliko dvorana, klub, glazbena soba te funkcionalna krovna terasa. Neki od radionica i programa su zbor Klinci s Ribnjaka, Afrobigs i Afrokids - radionice afričke kulture, Dramski studio, Ritmika, Vezilje i Poezije te Jednaki u kulturi. Od 2002. godine Centar provodi program umjetničke rezidencije u vidu polugodišnjih, jednogodišnjih i dvogodišnjih programa.
Centar kulture na Peščenici 
Ovaj je Centar osnovan 1955. godine, od kada realizira programe iz područja kulture i obrazovanja za djecu, mlade, odrasle i treću životnu dob. Djelatnosti Centra vezane su uz područje Peščenice, Žitnjaka i šire.
U sklopu Centra djeluju Galerija Događanja, osnovana 1980-ih godina i kazalište KNAP, osnovano 2005. godine. Tijekom 1980-ih u Galeriji Događanja izlagali su brojni eminentni umjetnici i umjetnice, pokretači istraživanja i novih načina izražavanja na suvremenoj domaćoj likovnoj sceni.
Programi Centra usmjereni su prema održavanju programa vizualne kulture, profesionalnoj kazališnoj produkciji KNAP-a, kazališnom amaterizmu, kazališnim festivalima, kreiranju slobodnog vremena djece i mladeži, programima kulture za lokalnu zajednicu, urbanoj i likovnoj kulturi mladih. Pored redovnih djelatnosti i radionica organiziraju niz manifestacija i posebnih programa s područja glazbe, vizualne kulture, književnosti i plesa, među kojima su: Glazbeni KNAP, Art by KNAP; Pešča Chillout, Knapanje, Knapov književni party, Volim Pešču, KNAP u kvartu, Plesni valovi.
Centar kulture Dubrava  - Narodno sveučilište Dubrava
Narodno sveučilište Dubrava osnovano je 1958. godine kako bi se stanovnicima gradske četvrti Dubrava ponudili sadržaji s područja kulture. Do danas je žarište kulturnog života na lokalnoj razini s brojnim programima, među kojima su tečajevi čitanja, učenja, folklorna igraonica, dječji folklor, tečajevi keramike, kiparska radionica, mala škola primijenjenih umjetnosti, ilustracije i stripa, škola crtanog filma, programi crtanja i slikanja, radionica predmeta od slame i rogoza, edukacija izrade čipke, glazbeni tečajevi i radionice, tečajevi plesa i rekreacije, kao i cjeloživotnog učenja.
Od manifestacija ističu se Dani Dubrave. U sklopu Narodnog sveučilišta djeluje Dječje kazalište Dubrava te galerija Vladimir Filakovac, Fotogalerija Dubrava i galerija Kontrast.
Centar za kuturu Sesvete - Narodno sveučilište Sesvete
Ova kulturno obrazovna ustanova osnovana je 1959. godine, a organizira kulturno umjetničke programe za sve uzraste. Posebno su razvijen likovni i glazbeni programi, verificirani glazbeni programi (glazbena škola), akcije i manifestacije za lokalnu zajednicu, suradnja s ustanovama za djecu s posebnim potrebama, rekreativno edukativni programi za odrasle, međužupanijska suradnja te kulturno umjetnički amaterizam.
Kulturno informativni centar (KIC)
Kulturno informativni centar - KIC je osnovan 1965. godine, pod nazivom Centar za kulturu i informacije Zagreb. Nastao je kao izraz potreba grada Zagreba da se u suradnji s javnošću progovara o relevantnim suvremenim događanjima, o kulturnoj politici i kulturnom stvaralaštvu. Pod nazivom KIC - Kulturno informativni centar djeluje od 1984. godine. Vrstom programa, među kojima su tribine, predavanja, izložbe, filmske projekcije, izdavačka djelatnost, glazbene slušaonice te čitaonica KIC djeluje kao važan informativni punkt za zbivanja i kretanja u kulturi Grada.
U sklopu KIC-a djeluje Galerija Forum, osnovana 1969. godine. Galeriju su osnovali ugledni hrvatski likovni umjetnici, a 2001. godine ustanovljena je i Nagrada Galerije Forum.
Centar za likovni odgoj Grada Zagreba
Centar za likovni odgoj Grada Zagreba osnovan je 1972. godine, u nekadašnji kući akademskog slikara Joze Kljakovića, na Rokovom perivoju. Centar održava tečajeve crtanja, slikanja, kiparstva i keramike te brine o Memorijalnoj zbirci Joze Kljakovića i čuva njegova brojna djela. Programi su usmjereni prema umjetničkom obrazovanju odraslih.
Kulturni centar Travno i Centar za tradicijsku i kulturnu baštinu (Posudionica i radionica narodnih nošnji)
Centar započinje radom 1972. godine. Do 2013. godine službeni je naziv centra Međunarodni centar za usluge u kulturi (MCUK), a danas djeluje pod nazivom Kulturni centar Travno (KCT). Jedna od primarnih djelatnosti je usmjerenost programa prema lutkarskim programima, od kojih je najpoznatiji Međunarodni festival kazalište lutaka Zagreb - PIF, koji se održava od 1968. godine.
Kulturni centar Travno lokalno je središte kreiranja slobodnog vremena djece, mladeži, odraslih; s glazbenim i kazališnim predstavama ne samo za djecu već i odrasle.
U okviru specijalizirane ustanove, Centra za tradicijsku i kultrunu baštinu (Posudionice i radionice narodnih nošnji); osnovane 1948. godine, odvijaju se aktivnosti prikupljanja, posudbi, rekonstrukcija i stručne zaštite narodnih nošnji. Po vrsti djelatnosti ova je Posudionica jedinstvena ustanova u Republici Hrvatskoj.
Centar za kulturu i informacije Maksimir
Programi ovog Centra usmjereni su prema kreativnom korištenju slobodnog vremena djece i mladeži, uz posebno razvijen glazbeni i dramski amaterizam. Zbog lokacije i blizine Parka Maksimir, edukacija je usmjerena i na brigu o okolišu i permakulturu.
Centar za kulturu Novi Zagreb
Centar za kulturu Novi Zagreb osnovan je 1977. godine.Tijekom Domovinskog rata prostori su bili korišteni kao baza Kriznog štaba Novog Zagreba. U ožujku 1992. godine, organizaciji Centra organiziran je, na Zagrebačkom Velesajmu, prvi humanitarni koncert za djecu poginulih hrvatskih branitelja.
Rad Centra dans je usmjeren prema suradnji s lokalnom zajednicom, napose školama, kreirajući etno i eko programe, programe s područja likovnog amaterizma, koncertima ozbiljne glazbe, tradicijske kulture, kazališnim predstavama, akcijama i manifestacijama u kulturi. U okviru rada Galerija Vladimir Bužančić odvijaju se izložbene djelatnosti. U suradnji sa županijama i gradovima diljem Hrvatske organiziraju se gostovanja hrvatskih umjetnika u inozemstvu.
Centar za kulturu Trešnjevka
Centar za kulturu Trešnjevka - CeKaTe gradsko je koordinacijsko središte za programe manifestacije, međužupanijske suradnje, programe glazbenih i plesnih amatera, promicanje sociokulturnih projekata i programa za lokalnu zajednicu, razvijanje programa kazališne pedagogije, galerijske djelatnosti za prezentaciju i valorizaciju arhitektonsko urbanističkih i dizajnerskih projekata. Svi su programi usmjereni prema podizanju kvalitete življenja. Programi se ostvaruju na Zagrebačkom glazbenom podiju, Trešnjevačkoj plesnoj sceni, u Galeriji Modulor, Teatru na Trešnjevci, Domu kulture Prečko.
Centar za kulturu i obrazovanje Susedgrad (CZKIO Susedgrad)
Centar je osnovan 1977. godine, a djelovanjem je usmjeren programa prema ekološkim temama i zaštiti okoliša, programima tradicijske kulture, programima kulture za lokalnu zajednicu, galerijskoj i multimedijskoj djelatnosti. Pored redovitih djelatnosti Centar održava akcije i događanja poput programa Gajnice vrište, Dani Stenjevca, Veljača prevrtača, Susedgrad fest.
Zagrebački centar za nezavisnu kulturu i mlade - Pogon
Godine 2008. osnovan je POGON, zagrebački centar za nezavisnu kulturu i mlade. Pogon je nastao kao rezultat zagovaranja i aktivizma nezavisnih organizacija u kulturi. Pogon djeluje u suradnji s Gradom Zagrebom kao javno civilno partnerstvo između Saveza udruga Operacija Grad i Grada Zagreba kao suosnivača.
Centar za kulturu Histrionski dom
Centar za kulturu Histrionski dom osnovali su, 2016. godine Grad Zagreb i Glumačka družina Histrion. Programi su usmjereni na jačanje kazališne ponude na području Grada Zagreba. Kazališne predstave ostvarjuju se u vlastitoj ili suradničkoj produkciji. Višenamjenska dvorana suvremeno je opremljena, s mogućih 300 sjedećih mjesta. Pored velike dvorane postoji i mala kabaret scena Gumbek, s 110 sjedala.
Centar za kulturu i film Augusta Cesarca
Djelatnosti centra usmjerene su na organiziranje filmskih, glazbenih, likovnih, kazališnih i drugih kulturno-umjetničkih programa te kreativnih i ekoloških radionica. Od 2016. godine Centar filmsku prikazivačku djelatnost širi na prostor Ljetne pozornice Tuškanac, a od 2017. godine postaje korisnikom kina Kinoteka.
Centar za promicanje tolerancije i očuvanje sjećanja na holokaust
Centar za promicanje tolerancije i očuvanje sjećanja na holokaust osnovan je 2017. godine prema modelu javnog civilnog partnerstva s ciljem promicanja posebnih programa usmjerenih na promicanje tolerancije i humanijeg društva. Centar je osnovan na inicijativu Branka Lustiga, dvostrukog dobitnika nagrade Oscar i Nataše Popović direktorice Festivala tolerancije – JFF. Centrom zajednički upravljaju Festival suvremenog židovskog filma Zagreb i Grad Zagreb.
Centar za kulturno-društveni razvoj Novi prostori kulture
Gradska ustanova Novi prostori kulture osnovana je 2023. godine kao prostor sudioničkog, decentraliziranog i raznolikog stvaranja na području kulture. Centar okuplja brojne umjetnike i organizacije civilnog društva koje razvijaju i stvaraju dinamične kulturno-umjetničke programe.